# One Angry Fuchsbau
One Angry Fuchsbau ("Fantasmas de la Memoria" según el doblaje de Latinoamérica) es el décimo séptimo episodio de la segunda temporada de la serie de televisión estadounidense de drama/policíaco/sobrenatural/Fantasía oscura: Grimm. El guion principal del episodio fue escrito por el productor de la serie Richard Hatem, y la dirección general estuvo a cargo de Terrence O'Hara. 
El episodio se transmitió originalmente el 5 de abril del año 2013 por la cadena de televisión NBC. En el caso de lo ocurrido en América Latina, el episodio fue emitido el 5 de agosto del mismo año por el canal Unniversal Chanel, a cuatro meses de estreno original y con substítulos y doblaje al español incluidos. 
En este episodio Nick, Hank y Monroe deciden intervenir en los deberes judiciales de Rosalee, tras descubrir que un abogado se aprovecha de sus poderes para ganar ventaja en el jurado y así hacer que su cliente se salve de ser llevado a la cárcel. Por otra parte, la visita de Juliette al tráiler de la tía Marie desatan una ola de incontables recuerdos de Nick.

## Argumento
Por sugerencia de Nick y sin muchas soluciones posibles, Monroe decide llevar a Juliette al tráiler de la tía Marie para ayudar a la última a recuperar sus recuerdos y despejar sus dudas. Al llegar al tráiler, Monroe evita cuidadosamente que la veterinaria indague demasiado en las cosas extrañas y por lo tanto que no despierte su curiosidad por saber de los Wesen y los Grimm. Al revisar las extrañas armas medievales y las ilustraciones en los libros que parecen muy antiguos sin decir una palabra, Juliette se percata de que un nuevo recuerdo se está manifestando y queda muy asustada tras presenciar muchas otras visiones juntas. A consecuencia de los ocurrido, la veterinaria decide marcharse a descansar a su hogar. 
Mientras tanto, en otra parte de Portland, Rosalee trabaja como parte de un jurado, donde un abogado defiende arduamente a su cliente, Don Nidaria, un Lowen que fue responsable de la muerte de su esposa hace seis meses. El abogado se las arregla para convencer a todo el jurado incluyendo a Rosalee (con ayuda de un polvo dorado que se desprende de su cuerpo), de que la esposa era en realidad una suicida y neurótica mujer que terminó por quitarse su vida sin que su esposo fuera responsable de su muerte.
Tras cumplir con su cometido de llevar a Juliette sin sospechar nada. Monroe le hace una visita a su novia Rosalee y por petición de la misma termina asistiendo al juicio de Don Nidaria. Lugar donde contempla al persuasivo abogado, Barry Kellog, comerse una rana, lo que quiere decir que es un Ziegevolk y que está usando la habilidad común de su especie para arrasar con la corte.
En la comisaría de Portland, el capitán Renard le advierte a Nick y Hank que un aliado de la Verrat lo atacó hace unos días y que sería mejor el no descuidarse tanto. Poco después los dos detectives reciben una llamada de Monroe, quien les advierte que un abagado está usando sus poderes Ziegevolk para hacer que un criminal salga libre.
En el juicio de Don Nidaria, Kellog usa sus poderes para influir en Wu y hacerlo testificar de que el enjuiciado estaba llorando y distraído por la muerte de su esposa, cuando hace unos momentos había testificado lo opuesto. Tras el fin de la parte del juicio, Rosalee, Monroe, Hank y Nick se reúnen para trabajar en un antídoto que los ayude a detener al Ziegevolk.  
Juliette se reúne con Pilar para discutir sobre su reciente estado y las cosas que le han acontecido desde que se vieron en la víspera de Halloween.
En la tienda de especias, Rosalee descubre que los Ziegevolks poseen una glándula que les permite transpirar las feromonas con las que manipulan a sus víctimas. Todos los ingredientes para preparar una pócima que suprima esa habilidad están disponibles en la tienda, pero necesitan un elemento clave: el sudor de Kellog. Esa misma noche, la pandilla organiza un plan para obtener el sudor del abogado y así detenerlo: Con ayuda de un transformado Monroe, y la eventual intervención de Bud como un "peatón cualquiera"; el grupo se las arregla para hacer que Kellog transpire y se limpie el sudor con un trapo que Bud le ofrece y eventualmente recupera para elaborar la pócima.
Al día siguiente Nick y Hank distraen a Kellog para que Monroe le inyecte al sapo que sirve como fuente de feromonas y así suprimir la habilidad. Sin embargo, cuando Monroe revisa la chaqueta del abogado, este descubre a dos sapos y al solo tener una pócima para inyectar a uno, el Blutbad se ve en la obligación de dejar el resultado del plan al azar. Durante la espera del veredicto del jurado, Don Nidaria es encontrado culpable, para el alivio de la pandilla y la sorpresa de Kellog.
En Viena, Adalind se reúne con su amante, Eric Renard, a quien le informa lo ocurrido con la llave/mapa, a lo que Eric responde que entonces tendrá que hacerle una visita a Portland. 
Más tarde, el grupo celebra su victoria en la tienda de especias, hasta que de repente es visitada por el mismo Kellog, quien llegó al lugar buscando ayuda para recuperar sus poderes. No obstante al ver que Rosalee es la encargada de la tienda, y descubrir que tiene como amigos a Nick, Hank, Monroe y Bud, este inmediatamente deduce que todos los presentes son los responsables de haberlo dejado sin poderes. Nick se aprovecha de que Kellog intentó atacar a Rosalee para ponerlo bajo arresto. En la prisión, Kellog tiene la mala suerte de ser puesto como compañero de su enfurecido cliente, Don Nidaria.
En la casa de Juliette, la propietaria comienza a sufrir de incontables y constantes recuerdos de Nick que la dejan completamente abrumada.

## Elenco
- David Giuntoli como Nick Burkhardt.
- Russell Hornsby como Hank Griffin.
- Bitsie Tulloch como Juliette Silverton.
- Silas Weir Mitchell como Monroe.
- Sasha Roiz como el capitán Renard.
- Bree Turner como Rosalee Calvert.
- Reggie Lee como el sargento Wu.
- Claire Coffee como Adalind Schade.

## Producción
La frase tradicional al comienzo del episodio es parte de un pequeño cuento alemán llamado el "Jardín del paraíso", el cual fue escrito por Hans Christian Andersen. No obstante, la frase en sí fue reescrita y reinterpretada de forma más elegante por el guionista del episodio y un productor asociado de la serie, Richard Hatem.
Este episodio, junto a Three Coins in a Fuchsbau, es de los únicos que llevan en su título el nombre de un Wesen.

### Continuidad
- La visita de Juliette al tráiler de la tía Marie actúa como un gatillo que hace aparecer a muchas visiones de Nick.
- Los ziegevolks forman nuevamente parte del argumento principal del episodio y se descubre nuevas cosas sobre ellos.
- Eric Renard se decide por visitar Portland en respuesta a los fracasos de su hermano por robar la llave/mapa.
- Sean Renard menciona al hombre de negocios que detuvo hace días.
- Nick recibe un correo de su madre desde su último encuentro.
- Pilar visita a Juliette tras unas semanas después de la tensa charla que las dos tuvieron sobre el estado de la segunda.

## Recepción

### Audiencia
En el día de su transmisión original en los Estados Unidos por la NBC, el episodio fue visto por un total de 5.013.000 de telespectadores. Sin embargo, el total de personas que vieron y descargaron el episodio fue de 7.910.000 de espectadores.

### Crítica
El episodio ha recibido críticas positivas entre los críticos y los fanáticos de la serie:
Less Chapel de AV Club le dio al episodio una B+ en una categoría de la A a la F con grandes observaciones positivas: "One Angry Fuschbau no recaptura precisamente la misma energía que Season of the Hexenbiest nos prometió, pero definitivamente está un paso encima de los tres últimos anteriores por muchas razones. Muchas cosas pasan en este episodio- casi demasiadas como para estructurarlo bien- y la mayoría de las cosas que pasan, son cosas que tienen que pasar si queremos algo más fuerte. Y lo más importante, después de tres forzados y violentos episodios centrados en los Wesen asesinos, este es probablemente el episodio más divertido que Grimm ha tenido, uno que toma los elementos más fuertes de la serie en un buen y clásico episodio".
Shilo Adams de TV OverMind dio entre algunas de sus observaciones positivas lo siguiente: "Aunque no he sido un gran aficionado de la historia de Juliette esta semana, me gusto ver que el caso quedó atado en el concepto de la memoria y lo fácil que es manipularla." También comento sobre el contenido del género: "Hay mucha más comedia que la semana pasada, especialmente a Monroe persiguiendo a Kellog (y desgarrándose un músculo en el proceso) y como pierde el sapo al intentar inyectarlo.